# پل لوزانو
پل لوزانو ویزوئته (اسپانیایی: Pol Lozano Vizuete‎؛ زادهٔ ۹ اکتبر ۱۹۹۹) بازیکن فوتبال اهل اسپانیا است که در پست هافبک برای اسپانیول بی در سگوندا دیویسیون بی بازی می‌کند.
وی همچنین در تیم‌های ملی زیر ۱۶ سال اسپانیا و زیر ۱۷ سال اسپانیا بازی کرده‌است؛ اکنون نیز از اعضای تیم ملی فوتبال زیر ۱۹ سال اسپانیا است.
در تابستان ۹۸ شایعاتی مبنی بر پیوستن این بازیکن به باشگاه ایرانی استقلال تهران مطرح شد.